# كيني لوفليس
كيني لوفليس (بالإنجليزية: Kenny Lovelace)‏ هو عازف قيثارة أمريكي، ولد في 18 أغسطس 1936 في مونتغومري في الولايات المتحدة.

## وصلات خارجية
- كيني لوفليس على موقع ميوزك برينز (الإنجليزية)
- كيني لوفليس على موقع أول ميوزيك (الإنجليزية)
- كيني لوفليس على موقع ديسكوغز (الإنجليزية)